# Wolfgang Fisel
Wolfgang Fisel (* 28. Dezember 1963) ist ein ehemaliger deutscher Fußballspieler. Der Offensivspieler spielte für den SSV Ulm 1846 in der 2. Bundesliga.

## Sportlicher Werdegang
Fisel entstammt der Jugend der TSG Ehingen aus Ehingen an der Donau. 1984 wechselte er zum FV Biberach, für den Klub spielte er in der drittklassigen Oberliga Baden-Württemberg. In der Spielzeit 1985/86 verpasste er mit der Mannschaft auf dem viertletzten Tabellenplatz den Klassenerhalt, hatte aber mit 15 Saisontoren auf sich aufmerksam gemacht. Der Oberliga-Meister SSV Ulm 1846, der sich in der anschließenden Aufstiegsrunde zur 2. Bundesliga als Tabellenerster vor dem FSV Salmrohr durchsetzte, verpflichtete den Spieler daraufhin. Unter Spielertrainer Werner Nickel debütierte er beim 2:3-Auswärtssieg gegen Rot-Weiss Essen am zweiten Spieltag der Zweitliga-Spielzeit 1986/87 als Einwechselspieler für Marcus Sorg im Profifußball. Insgesamt bestritt er für den Klub sechs Zweitligaspiele, fünf davon als Einwechselspieler. Einzig beim 0:0-Unentschieden beim FC St. Pauli am elften Spieltag stand er in der Startformation, wurde aber in der zweiten Spielhälfte gegen Sorg ausgetauscht.
Daraufhin verließ Fisel den SSV Ulm 1846 wieder und kehrte zum FV Biberach zurück. Nach einem Jahr zog er zum Oberligisten SC Pfullendorf weiter, mit dem er trotz seiner zwölf Saisontore den Klassenerhalt verpasste. Nach dem Wechsel zum 1. FC Pforzheim im Sommer 1989 sorgte er mit seinem neuen Klub deutschlandweit für Furore, als die Mannschaft im DFB-Pokal 1989/90 nach Siegen gegen den seinerzeitigen Zweitligisten SpVgg Bayreuth und den Bundesligisten VfL Bochum sich erst im Achtelfinale Fortuna Düsseldorf mit einer 1:3-Niederlage geschlagen geben musste. In der Oberliga-Spielzeit 1990/91 gewann er mit dem Klub die Meisterschaft – unter anderem vor seinem Ex-Klub SSV Ulm 1846 – und erreichte die Aufstiegsrunde zur zweiten Liga. Dort fiel am letzten Spieltag die Entscheidung zugunsten des TSV 1860 München, der nach einem 4:1-Erfolg ohne Niederlage geblieben war und mit 9:3 Punkten den badischen Vertreter, der nach zwei Siegen und einem Unentschieden fünf Punkte geholt hatte, hinter sich ließ. Dabei hatte er mit sieben Saisontoren die gleiche Trefferzahl wie im Vorjahr erzielt. Die Erfolge ließen sich in der Folge nicht bestätigen, unter dem ehemaligen Bundesligatrainer Manfred Krafft rutschte der Klub bereits in der Folgesaison in den Abstiegskampf – so dass er im Februar entlassen wurde –und auch Fisel erzielte nur noch drei Treffer im gesamten Saisonverlauf. Nachdem er in der Hinrunde der Oberliga-Spielzeit 1992/93 ein Tor in 14 Spielen erzielt hatte, verbrachte er die Rückrunde beim badischen Verbandsligisten VfR Ittersbach. Am Ende der Oberliga-Spielzeit 1993/94, in der er noch einmal neun Partien bestritten hatte, verpasste er mit dem Verein die Qualifikation zur neu eingeführten drittklassigen Regionalliga Süd.
Später kehrte Fisel nach Ehingen zurück, wo er zeitweise Trainer der im Teilort Kirchen beheimateten Sportfreunde war. Den im Abstiegskampf befindlichen Bezirksligisten übernahm er im Oktober 2008, zum Saisonende glückte der Klassenerhalt. Auch im folgenden Jahr stand die Mannschaft im hinteren Tabellenbereich, nachdem er bereits im April 2010 seinen Abschied zum Saisonende verkündet hatte, verpasste er mit dem Klub in der Relegation den Klassenerhalt.